# Hilde Hildebrand
Hilde Hildebrand, nata Emma Minna Hilde Hildebrand (Hannover, 10 settembre 1897 – Berlino, 28 aprile 1976), è stata un'attrice, cantante e ballerina tedesca.

## Biografia
Figlia di Luise Weinrich e di Julius Christian Hildebrand, nacque il 10 settembre 1897. Studiò danza e nel 1913 entrò a far parte del corpo di ballo del Residenztheater dopo essere stata in quello dell'Hoftheater di Hannover. Il suo debutto sul palcoscenico come attrice risale al 1914, quando prese il nome d'arte di Emmy Hildebrand, nome che usò per qualche tempo.
Dopo la prima guerra mondiale, assunto il nome di Hilde Hildebrand, divenne una famosa stella della rivista che, alla fine degli anni venti, fece furore con i suoi spettacoli in cui ebbe come partner, tra gli altri, anche Gustaf Gründgens, uno dei più celebrati attori del teatro tedesco.
Nei primi anni venti, aveva iniziato la carriera di attrice cinematografica. Dopo alcuni film muti poco significativi, poté far valere il suo talento all'avvento del cinema sonoro, prendendo parte ad alcune commedie come Vittorio e Vittoria, Anfitrione e Allegria che furono tra i più grandi successi del cinema tedesco di quel periodo. Il personaggio che connotava i suoi ruoli era quello della donna elegante, frivola e seducente. Con la sua voce piena di sfumature, contribuiva al successo dei film interpretando canzoni di volta in volta ironiche, dolci, nostalgiche o venate di sottile umorismo.
Nel 1928 tentò il suicidio, recidendosi le vene dei polsi e aprendo i rubinetti del gas. Venne trovata svenuta da un'amica e prontamente trasportata in ospedale. Le cause sarebbero state attribuite a "conflitti spirituali".
Dopo la guerra, ritornò a lavorare in teatro. Memorabili le sue interpretazioni di La pazza di Chaillot e di La visita della vecchia signora. Dal 1958 ai primi anni settanta, apparve anche in circa una decina di lavori televisivi. Il suo ultimo film, Die Dreigroschenoper, dove ricopre il ruolo della signora Peachum, è del 1962.
Morì nel 1976 a Berlino-Grunewald. Venne sepolta nel Friedhof Heerstraße.

## Filmografia
La filmografia è completa.

### Attrice
- Der Herr Papa, regia di Heinrich Bolten-Baeckers e Charles Decroix (1921)
- Der Herr Landrat, regia di Heinrich Bolten-Baeckers e Charles Decroix (1922)
- Hotel zum goldenen Engel, regia di Heinrich Bolten-Baeckers (1922)
- Lohengrins Heirat, regia di Leo Peukert (1922)
- Il rigattiere di Amsterdam (Der Trödler von Amsterdam), regia di Victor Janson (1925)
- Sechs Mädchen suchen Nachtquartier, regia di Hans Behrendt (1928)
- Der fesche Husar, regia di Géza von Bolváry (1928)
- Rasputins Liebesabenteuer, regia di Martin Berger (1928)
- Zweierlei Moral, regia di Gerhard Lamprecht (1931)
- Das Schicksal der Renate Langen, regia di Rudolf Walther-Fein (1931)
- Arme, kleine Eva, regia di Edmund Heuberger (1931)
- Panik in Chicago, regia di Robert Wiene (1931)
- La scappatella (Der kleine Seitensprung), regia di Reinhold Schünzel (1931)
- Bobby geht los, regia di Harry Piel (1931)
- Mein Leopold, regia di Hans Steinhoff (1931)
- Der unbekannte Gast, regia di Emmerich Wojtek Emo (1931)
- Madame hat Ausgang, regia di Wilhelm Thiele (1932)
- Der Frauendiplomat, regia di Emmerich Wojtek Emo (1932)
- L'avventura felice (Das schöne Abenteuer), regia di Reinhold Schünzel (1932)
- Strafsache von Geldern, regia di Willi Wolff (1932)
- Drei von der Kavallerie, regia di Carl Boese (1932)
- Ballhaus goldener Engel, regia di Georg C. Klaren (1932)
- Liebe, Scherz und Ernst, regia di Franz Wenzler (1932)
- Wenn die Liebe Mode macht, regia di Franz Wenzler (1932)
- Unmögliche Liebe o Unmögliche Liebe - Vera Holgh und ihre Töchter, regia di Erich Waschneck (1932)
- Meine Frau, seine Frau (1933)
- Moral und Liebe, regia di Georg Jacoby (1933)
- Manolescu, der Fürst der Diebe, regia di Georg C. Klaren e Willi Wolff (1933)
- Sprung in den Abgrund, regia di Harry Piel (1933)
- K 1 greift ein, regia di Edmund Heuberger (1933)
- Wege zur guten Ehe, regia di Adolf Trotz (1933)
- Bambola di carne (Liebe muss verstanden sein), regia di Hans Steinhoff (1933)
- Saluti e baci (Gruß und Kuß - Veronika), regia di Carl Boese (1933)
- Keine Angst vor Liebe, regia di Hans Steinhoff (1933)
- Gretel zieht das große Los, regia di Carl Boese (1933)
- Vittorio e Vittoria (Viktor und Viktoria), regia di Reinhold Schünzel (1933)
- Pipin, der Kurze, regia di Carl Heinz Wolff (1934)
- Mein Herz ruft nach dir, regia di Carmine Gallone (1934)
- Klein Dorrit, regia di Carl Lamac (1934)
- Polenblut, regia di Carl Lamac (1934)
- Tre donne sono troppe (Die englische Heirat), regia di Reinhold Schünzel (1934)
- Peter, Paul und Nanette, regia di Erich Engels (1935)
- Ein falscher Fuffziger, regia di Carl Boese (1935)
- Barcarola (Barcarole), regia di Gerhard Lamprecht (1935)
- Serata di gala al circo Peter (Artisten), regia di Harry Piel (1935)
- Anfitrione (Amphitryon), regia di Reinhold Schünzel (1935)
- Cortigiane di re sole (Liselotte von der Pfalz), regia di Carl Froelich (1935)
- Il prigioniero del re (Der Gefangene des Königs), regia di Carl Boese (1935)
- La grande colpa (Ich war Jack Mortimer), regia di Carl Froelich (1935)
- Die selige Exzellenz, regia di Hans H. Zerlett (1935)
- Il corriere dello zar (Der Kurier des Zaren), regia di Richard Eichberg (1936)
- Die letzte Fahrt der Santa Margareta, regia di Georg Zoch (1936)
- Allegria (Allotria), regia di Willi Forst (1936)
- Fräulein Veronika, regia di Veit Harlan (1936)
- Maria, die Magd
- Kinderarzt Dr. Engel
- Mutterlied, regia di Carmine Gallone (1937)
- Brillano le stelle (Es leuchten die Sterne)
- La donna di una notte (Das Mädchen von gestern Nacht)
- Solo per te, regia di Carmine Gallone (1937)
- Preferisco mia moglie (Der Tag nach der Scheidung), regia di Paul Verhoeven (1938)
- Tanz auf dem Vulkan, regia di Hans Steinhoff (1938)
- Il mistero dei due volti (Der grüne Kaiser)
- Bel Ami - L'idolo delle donne (Bel Ami), regia di Willi Forst (1939)
- Silvesternacht am Alexanderplatz, regia di Richard Schneider-Edenkoben (1939)
- Parkstrasse 13, regia di Jürgen von Alten (1939)
- Sposiamoci ancora (Ehe in Dosen), regia di Johannes Meyer (1939)
- Das Glück wohnt nebenan, regia di Hubert Marischka (1939)
- Meine Tochter tut das nicht
- La donna dei miei sogni (Frau nach Maß), regia di Helmut Käutner (1939)
- Der Kleinstadtpoet
- La pista del delitto (Alarm)
- Jenny und der Herr im Frack, regia di Paul Martin (1941)
- Reise in die Vergangenheit
- Die schwache Stunde
- Ich bitte um Vollmacht
- Die heimlichen Bräute
- Große Freiheit Nr. 7
- Spiel mit der Liebe
- Shiva und die Galgenblume
- Spuk im Schloß
- Der Herr vom andern Stern
- Kleiner Wagen - große Liebe
- Ruf an das Gewissen
- Genoveffa la racchia (Kätchen für alles)
- Das Gesetz der Liebe
- Schuß um Mitternacht
- Verlobte Leute
- La traversata del terrore (Epilog: Das Geheimnis der Orplid)
- Glück muß man haben
- Der Tiger Akbar
- Unvergängliches Licht
- Die Schuld des Dr. Homma, regia di Paul Verhoeven (1951)
- Lei (Sie)
- Die Drei von der Tankstelle, regia di Hans Wolff (1955)
- Le Chemin du paradis, regia di Willi Forst e Hans Wolff (1956)
- Bezaubernde Arabella, regia di Axel von Ambesser (1959)
- La confessione di carnevale (Die Fastnachtsbeichte), regia di William Dieterle (1960)
- Die Dreigroschenoper, regia di Wolfgang Staudte (1962)

### TV
- Colombe, regia di Ulrich Erfurth (1958)
- Der Raub der Sabinerinnen, regia di  Hermann Pfeiffer - film tv (1959)
- Der Geizige
- Einladung ins Schloß
- Nicht zuhören, meine Damen!
- Heiraten ist immer ein Risiko
- Herrn Walsers Raben
- Bis ans Ende
- Katzenzungen
- Der Moormörder, episodio tv Der Kommissar
- Wölfe und Schafe
- Das System Fabrizzi

## Colonna sonora
- Meine Tochter tut das nicht
- Große Freiheit Nr. 7

## Film o documentari dove appare
- Wir erinnern uns gern, regia di Werner Malbran - sé stessa, filmati di repertorio (1941)